# Bataille de Nesbit Moor (1355)
Pour les articles homonymes, voir Bataille de Nesbit Moor.
Deuxième guerre d'indépendance de l'Écosse
Batailles
La bataille de Nesbit Moor (ou Nisbet Muir), opposa le royaume d'Angleterre et le royaume d'Écosse en août 1355.

## Contexte
Après que les négociations pour la libération de David II d'Écosse, emprisonné à Londres depuis sa capture à la bataille de Neville's Cross en 1346, aient échoué début 1355, les hostilités entre Angleterre et Écosse reprirent. Les Anglais commencèrent à mener des raids dans les terres de Patrick Dunbar, 9e comte de March.

## Le raid écossais sur Norham
En représailles, Dunbar, accompagné par William Douglas, 1er comte de Douglas, et d'une soixantaine de chevaliers français, ravagea le Berwickshire. Douglas envoya William Ramsay piller les alentours du château de Norham, dirigé par Thomas Grey. Le plan de Douglas était de faire tomber Grey dans une embuscade.
Ramsay appela Grey et sa garnison de sortir du château et à venir se battre. Grey, méfiant, envoya des éclaireurs. Ramsay brûla le village. Les éclaireurs revinrent au château en confirmant que Ramsay avait brûlé le village. En colère, Grey, avec le soutien de Lord Dacre, pourchassa Ramsay.

## La bataille de Duns
Dunbar et Douglas s'étaient cachés pendant ce temps dans les bois de Duns. Ramsay arriva en toute hâte en les avertissant de l'arrivée imminente des Anglais. Grey dirigea son armée sur les Écossais et tomba dans le piège de Douglas.
Douglas et Dunbar empêchèrent Grey de se retirer en plaçant leurs troupes entre les Anglais et la frontière. Grey fut forcé d'engager le combat. Les Anglais chargèrent les Écossais mais furent rapidement taillés en pièces. Dacre et Grey furent capturés.

## Suites
Les Écossais livrèrent certains de leurs prisonniers aux Français, qui en massacrèrent un grand nombre.
Croyant à tort que Norham était assiégé, la garnison de Berwick-upon-Tweed se dirigea vers Norham pour en secourir les habitants. Les Écossais en profitèrent pour pénétrer dans Berwick. Ils échouèrent cependant à s'emparer du château et décidèrent de massacrer la population locale.
Les Écossais se retirèrent lorsqu'ils apprirent qu'une grande armée anglaise commandée par Édouard III lui-même se dirigeait vers eux.